# 名奉行!遠山の金四郎
『名奉行!遠山の金四郎』（めいぶぎょう とおやまのきんしろう）は、TBS系で2017年から不定期に放送の時代劇。主演は松岡昌宏。第1弾は2017年9月25日に放送され、第2弾は2018年8月13日に放送された。

## 企画概要
TBSは過去に遠山金四郎を主人公にしたナショナル劇場『江戸を斬る』シリーズを8部放送し、そのうち西郷輝彦が5部､里見浩太朗が2部､遠山金四郎を演じている。TBSのドラマに遠山金四郎が登場するのは、1994年以来23年ぶりであり、第1弾は「ドラマ特別企画」の銘で松岡昌宏を主演として2017年9月25日に3時間のスペシャル版で放送された。TBSでの3時間の時代劇は2003年放送の『水戸黄門』1,000回記念3時間スペシャル以来であり、時代劇の放送自体が2015年6月29日の月曜ゴールデン特別企画『水戸黄門スペシャル』以来であった。第1弾に引き続き松岡を主演とした第2弾が、「月曜名作劇場・ドラマ特別企画」の銘で2018年8月13日に放送された。

## 放送日時
- 第1回：2017年9月25日20時 - 22時54分、『月曜名作劇場』の枠外の「ドラマ特別企画」として放送[1][3]。
- 第2回：2018年8月13日20時 - 23時7分、「月曜名作劇場・ドラマ特別企画」として放送[2]。

## 登場人物

### 北町奉行所
遠山金四郎（とおやま きんしろう）
演 - 松岡昌宏（主演）
北町奉行、遊び人の金さん。
小柴弦之助（こしば げんのすけ）
演 - 神山智洋
北町奉行所の新米同心

### 遠山家
寿々（すず）
演 - 原田美枝子
金四郎の母
東条八右衛門（とうじょう はちえもん）
演 - 中原丈雄
遠山に仕える内与力、遠山の家臣。

### 南町奉行所
鳥居耀蔵（とりい ようぞう）
演 - 加藤雅也
南町奉行、老中・水野忠邦の腹心。

### 幕閣
水野忠邦（みずの ただくに）
演 - 菅原大吉
天保年間、倹約令を発した老中。

### 居酒屋おかめ
又五郎（またごろう）
演 - 平田満
金四郎の馴染みの居酒屋「おかめ」の主人
おたね
演 - 渡辺麻友
金四郎の馴染みの居酒屋「おかめ」の看板娘

### その他
おせん
演 - 稲森いずみ
金四郎とかつて恋仲だった常磐津の師匠、女鼠小僧。
仁平（にへい）
演 - 不破万作
又五郎が営む居酒屋「おかめ」の常連の岡っ引き
為七（ためしち）
演 - 生島勇輝
市村菊之丞（いちむら きくのじょう）
演 - 河合雪之丞
金四郎と旧知の間柄の役者

### ゲスト
第1弾
矢口駿河守定則
演 - 白井滋郎
鳥居耀蔵の前任の南町奉行。急死する。
次郎吉
演 - 浜田学
義賊・鼠小僧
三河屋
演 - 星田英利
魚問屋。魚河岸移転のため暗躍する。
石部肥後守孫太夫
演 - 青山勝
勘定奉行
信太郎
演 - 村上剛基
おくに
演 - 黒坂真美
喜三次
演 - 稲荷卓央
花菱
演 - 中島亜梨沙
太吉
演 - 加藤虎ノ介
朧月
演 - 実咲凜音
粂島屋忠右衛門と心中したとされる花魁
瓦版屋
演 - 山田親太朗
条島屋忠右衛門（くめじまやちゅうえもん）
演 - 西田健
日本橋の魚河岸を仕切る魚問屋の主人。金四郎とは旧知の間柄。
おそで
演 - 床嶋佳子
粂島屋忠右衛門の妻
樋口出雲守勘解由（ひぐちいずものかみかげゆ）
演 - 北大路欣也
若年寄。金四郎を援護してくれる。
第2弾
花火師棟梁
演 - 里見浩太朗（友情出演）
歌川国芳（うたがわ くによし）
演 - 吹越満
浮世絵師
横倉淡路守正義（よこくらあわじのかみまさよし）
演 - 伊藤洋三郎
大目付
政吉（まさきち）
演 - 山崎裕太
おたねが想いを寄せる貸本屋
伊之助（いのすけ）
演 - 村上新悟
若者集団を率いる頭
東雲屋与左衛門（しののめやよざえもん）
演 - 中西良太
廻船問屋
武蔵屋市兵衛（むさしやいちべえ）
演 ‐ 浅田祐二　　
地本問屋
宗太（そうた）
演 - 黒木真二
おとよ
演 - 冨樫真
月次郎
演 - 清家一斗
20年前に殺された絵師

## スタッフ
- 原作 - 陣出達朗
- 脚本 - いずみ玲
- 音楽 - 吉川清之
- VFX - 第1弾: Gen8 GENERATE（IMAGICAウェスト） / 第2弾: キルアフィルム
- 技斗 - 清家三彦
- 編成 - 第１弾: 橋本孝、辻有一 / 第2弾: 橋本孝、中島啓介
- プロデューサー - 金丸哲也、小柳憲子
- 監督 - 第1弾: 吉田啓一郎 / 第2弾: 下山天
- 製作 - TBS、東映

## 関連作品
名奉行 遠山の金さん
第8シリーズの『遠山の金さんVS女ねずみ』、第9シリーズの『金さんVS女ねずみ』は、テレビ朝日系放送の作品であるが、遠山金四郎と女ねずみの共演を主なコンセプトにしている。